# Marie chez les loups
Marie chez les loups est un film muet français réalisé par Jean Durand et sorti en 1922.

## Fiche technique
- Titre : Marie chez les loups
- Réalisation : Jean Durand
- Pays de production :  France
- Langue : film muet avec les intertitres  en français
- Format : Noir et blanc — 35 mm — 1,33:1 — Muet
- Dates de sortie :
  - France : 3 février 1922

## Distribution
- Berthe Dagmar : Marie Quadrille
- Camille Bardou : le banquier de Lhers
- Françoise Maia : Francette, la pupille du banquier
- Jean Valory : Jean Bellet, l'amoureux de Francette
- Gaston Modot : le contrebandier
- Jean Hamon : le neveu de Marie
- Marcel Marceau
- Reval